# Herb gminy Giżycko
Herb gminy Giżycko – jeden z symboli gminy Giżycko, ustanowiony 30 czerwca 1999.

## Wygląd i symbolika
Herb przedstawia na tarczy dwudzielnej w pas w srebrnym polu górnym postać kormorana (symbol rezerwatów ornitologicznych), natomiast w polu dolnym koloru błękitnego srebrnego leszcza (nawiązanie do herbu Giżycka). 